# Sky Sports
Sky Sports là một nhóm các kênh truyền hình thể thao được vận hành bởi vệ tinh chính của công ty truyền hình trả tiền ở Anh Quốc và Ai-len, British Sky Broadcasting. Sky Sports là nhãn hiệu truyền hình thể thao thống trị ở Vương quốc Anh và Ai-len. Nó đã đóng một vai trò lớn trong việc phát triển thương mại của thể thao nước Anh kể từ năm 1991, đôi khi đóng một vai trò lớn trong việc gây ra sự thay đổi trong cách tổ chức phát sóng chương trình thể thao, đặc biệt là khi nó giúp đỡ Premier League tách ra từ Giải bóng đá hạng nhất vào năm 1992.
Sky Sports 1, 2, 3 và 4 có thể xem như là một gói kênh truyền hình đứng đầu của gói Sky cơ bản. Các kênh này cũng có thể sử dụng ở tất cả các vệ tinh gần, cáp và hệ thống phát thanh truyền hình IPTV tại Anh quốc và Ai-len. Không giống như các kênh khác, Sky Sports News được cung cấp như một phần của gói cơ bản và cũng có chương trình phát sóng trên Freeview. Sky Sports có lẽ được biết đến nhiều nhất với mức độ phủ sóng của Premier League rất rộng.

## Hình ảnh

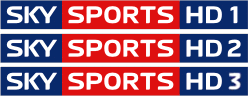
Bảng quảng cáo của biểu tượng Sky Sports HD.